# Danny Shittu
Daniel Olusola "Danny" Shittu (Lagos, 2 september 1980) is een Nigeriaans voormalig voetballer die doorgaans speelde als centrale verdediger. Tussen 1999 en 2015 was hij actief voor Charlton Athletic, Blackpool, Queens Park Rangers, Watford, Bolton Wanderers, Millwall, opnieuw Queens Park Rangers en opnieuw Millwall. Shittu maakte in 2002 zijn debuut in het Nigeriaans voetbalelftal, waarin hij uiteindelijk tot tweeëndertig interlands kwam.

## Clubcarrière
Shittu speelde in de jeugd van Charlton Athletic, maar werd door die club achtereenvolgens verhuurd aan Blackpool en Queens Park Rangers. QPR nam de verdediger in 2002 ook definitief over van Charlton en hij speelde vier jaar op Loftus Road. In 2006 tekende hij bij Watford en twee jaar later nam Bolton Wanderers hem over. In 2010 verliet de Nigeriaan Bolton en tekende hij voor drie maanden bij Millwall. Zijn prestaties daar waren dermate goed dat hij opnieuw gekocht werd door Queens Park Rangers. Hij speelde er anderhalf jaar en hielp de club te promoveren naar de Premier League. Na de promotie speelde hij echter vrijwel nooit en op 13 augustus 2012 verkaste hij naar zijn oude club Millwall. Hij verlengde in 2013 zijn verbintenis met twee jaar. Na afloop van deze verbintenis verliet hij de club. Hierop zette Shittu ook een punt achter zijn carrière.

## Interlandcarrière
Shittu werd voor het eerst opgeroepen voor het Nigeriaans voetbalelftal op 26 maart 2002, toen er met 1–1 werd gelijkgespeeld tegen Paraguay. Hij nam met zijn vaderland tevens deel aan het WK 2010 in Zuid-Afrika, waar The Super Eagles onder leiding van de Zweedse bondscoach Lars Lagerbäck voortijdig werden uitgeschakeld in een groep met Argentinië, Griekenland en Zuid-Korea.

## Erelijst
| Championship | 1 | 2010/11 |